# Odontomyia bahamensis
Odontomyia bahamensis är en tvåvingeart som först beskrevs av James 1953.  Odontomyia bahamensis ingår i släktet Odontomyia och familjen vapenflugor.
Artens utbredningsområde är Bahamas. Inga underarter finns listade i Catalogue of Life.